# Abd ar-Rahman ibn Abd al-Aziz as-Sudajs
Abd ar-Rahman ibn Abd al-Aziz as-Sudajs, arab. عبد الرحمن بن عبد العزيز السديس (ur. 10 lutego 1960 w Rijadzie) – naczelny imam Al-Masdżid al-Haram – Świętego Meczetu w Mekce. Znany powszechnie z pięknej recytacji Koranu jak również z czynnego popierania pokojowego dialogu międzyreligijnego. Angażuje się w pracę na rzecz przeciwdziałania terroryzmowi i ekstremizmowi, zajmuje stanowiska umiarkowane. Aktywnie występował przeciwko prześladowaniu Palestyńczyków przez osadników żydowskich i państwo Izrael, jednocześnie wspierając dialog pokojowy pomiędzy tymi dwoma narodami. Wielokrotnie występował z orędziami, w których zdecydowanie sprzeciwiał się stosowaniu zamachów bombowych i jakimkolwiek ślepym atakom wymierzonym w ludność cywilną.